# Kickidler
Kickidler (Кикидлер) – система контроля действий и учёта рабочего времени офисных, удалённых сотрудников для платформ Windows, MAC OS, GNU/Linux. Программа позволяет осуществлять онлайн мониторинг ПК, записывать видео с монитора компьютеров, делать отчёты рабочего времени и управлять компьютером удалённо.

## Принцип работы
Система Kickidler состоит из трёх компонентов:
1. Сервер. На нём хранится вся собираемая программой информация.
2. Вьюер. Программа, устанавливаемая на компьютер руководителя или сотрудника, отвечающего за сбор информации, контроль работников, заполнение табелей учёта отработанного времени.
3. Граббер. Устанавливается на компьютер каждого сотрудника, которого необходимо контролировать. Это агент, собирающий данные.

В программе есть веб-интерфейс, в котором осуществляется настройка и конфигурация компонентов систем, присутствует система отчётности. Данные о начале и завершении работы, активности, нажатиях на клавиши, запуске приложений, посещении сайтов и других действиях работника в течение дня грабберы собирают и через Интернет-соединение передают на сервер, где они хранятся. Используя вьюер или веб-интерфейс пользователь с правами может просматривать и анализировать их.
Аналоги Kickidler: Staffcop, Crocotime, СёрчИнформ КИБ, Стахановец.

## Функции
Программа имеет следующий функционал:
- онлайн мониторинг ПК;
- запись видео с мониторов ПК;
- кейлоггер;
- анализ продуктивности;
- учёт рабочего времени;
- отчёты по рабочему времени;
- удалённое управление ПК;
- автоматические уведомления и интерфейс самоконтроля.

## Другие сведения
Программа позволяет выявлять работников, которые хотят подзаработать, продав коммерческую информацию своих компаний. При этом фактически собрать доказательства их инсайдерской деятельности.
Kickidler проводит исследования в сфере учёта рабочего времени сотрудника за компьютером.
По состоянию на 2020 год ПО Kickidler доступно на 7 языках.
Разработка ПО ведётся в России.

## Недостатки
Из недостатков можно отметить:
- нет мобильной версии вьюера;
- нет интеграций с другими программами и приложениями;
- программа не записывает звук с компьютера.